# Hopa
Hopa là một huyện thuộc tỉnh Artvin, Thổ Nhĩ Kỳ. Huyện có diện tích 213 km² và dân số thời điểm năm 2007 là 32209 người, mật độ 151 người/km².